# Louis Berlinguette
Louis Berlinguette, auch Louis Berlinquette (* 26. Mai 1887 in Sainte-Angélique, Québec; † 1. Juni 1959 in Rouyn-Noranda, Québec) war ein kanadischer Eishockeyspieler und -trainer, der in seiner aktiven Zeit von 1908 bis 1927 unter anderem für die Canadiens de Montréal, Montreal Maroons und Pittsburgh Pirates in der National Hockey League aktiv war.

## Karriere
Louis Berlinguette begann seine Karriere als Eishockeyspieler bei den Haileybury Comets, für die er erstmals in der Saison 1908/09 in der TPHL auflief. Nachdem die Mannschaft zur folgenden Spielzeit in die neu gegründete Profiliga National Hockey Association aufgenommen worden war, blieb er dem Team zunächst ein weiteres Jahr erhalten. Anschließend spielte der Flügelspieler ein Jahr lang für die Galt Professionals in der Ontario Professional Hockey League, ehe er die Saison 1911/12 bei den Canadiens de Montréal begann und bei den Moncton Victorias in der Maritime Professional Hockey League beendete.
Von 1912 bis 1923 stand Berlinguette durchgehend für die Canadiens de Montréal – zunächst in der NHA sowie ab 1917 in deren Nachfolgeliga National Hockey League – auf dem Eis. Mit dem Team aus Québec gewann er dabei 1916 den prestigeträchtigen Stanley Cup. In den letzten Jahren seiner Karriere wechselte der Kanadier häufig den Verein, sodass er von 1923 bis 1927 nacheinander für die Saskatoon Crescents in der Western Canada Hockey League, die Montreal Maroons und Pittsburgh Pirates in der NHL, sowie die Castors de Québec in der Canadian-American Hockey League auflief. Bei Letzteren war er in der Saison 1926/27 als Spielertrainer aktiv.

## Erfolge und Auszeichnungen
- 1916 Stanley-Cup-Gewinn mit den Canadiens de Montréal